# Кадиркулов Ідріс Анарбекович
Кадиркулов Ідріс Анарбекович (кирг. Кадыркулов Идрис Анарбекович; 4 січня 1971) — киргизький дипломат. Надзвичайний і Повноважний Посол Киргизстану в Україні (з 2022).

## Життєпис
Народився 4 січня 1971 року у селі Кашка-Суу Сокулукського району Чуйської області. У 1996 році закінчив Киргизький національний університет імені Жусупа Баласаґина за спеціальністю «Економіка та організація управління», Магістратуру Академії державного управління при Президентові Киргизької Республіки за спеціальністю «Вища школа державної політики та управління» (2015), Магістратуру Дипломатичної Академії Міністерства закордонних справ Киргизької Республіки ім. К.Дікамбаєва за спеціальністю «Міжнародні відносини» (2019).
У 1994—1998 рр. — співробітник Міністерства внутрішніх справ Киргизстану.
У 1998—2002 рр. — оперативний співробітник лінійних та територіальних підрозділів Державного комітету національної безпеки Киргизької Республіки.
У 2002—2015 рр. — обіймав керівні посади у різних оперативних підрозділах ДКНБ (керував територіальними підрозділами ДКНБ КР по м. Бішкек, Чуйській та Баткенській областях, а також обіймав посаду заступника директора АКС Державного комітету національної безпеки Киргизької Республіки.
У 2015—2016 рр. — Перший заступник голови Державної служби контролю наркотиків при Уряді Киргизстану.
У 2016—2018 рр. — начальник управління Державного комітету національної безпеки міста Оша та Ошської області.
З 7 квітня 2018 р. — директор Служби аналізу та прогнозування ризиків національної безпеки Державного комітету національної безпеки Киргизької Республіки у ранзі заступника голови ДКНБ Киргизстану.
З 20 квітня 2018 до 15 травня 2019 р. — Голова Державного комітету національної безпеки Киргизької Республіки.
З 25 січня 2022 р. — Надзвичайний та Повноважний Посол Киргизстану в Україні.
17 серпня 2022 року вручив вірчі грамоти президентові України Володимиру Зеленському.